# Mogotes, Michoacán de Ocampo
Mogotes är en ort i Mexiko.   Den ligger i kommunen Contepec och delstaten Michoacán de Ocampo, i den sydöstra delen av landet, 140 km nordväst om huvudstaden Mexico City. Mogotes ligger 2 416 meter över havet och antalet invånare är 187.
Terrängen runt Mogotes är kuperad åt sydväst, men åt nordost är den platt. Runt Mogotes är det ganska tätbefolkat, med 75 invånare per kvadratkilometer. Närmaste större samhälle är Tepuxtepec, 6,9 km öster om Mogotes. I omgivningarna runt Mogotes växer huvudsakligen savannskog.